# Guadalupe (Baja California)
Valle de Guadalupe (Vale de Guadalupe), ou Francisco Zarco, é uma aldeia localizada no município de Ensenada, Baja California, México, a 20 km ao norte da cidade de Ensenada. O recenseamento de 2010 informou uma população de 2.664 habitantes.